# Heinrich Keilholz
Heinrich Keilholz (* 21. Dezember 1908 in Hannover; † 21. April 1981 in Salzburg) war ein deutscher Raumakustiker und Bühnentechniker.

## Biografie
Heinrich Keilholz studierte Fernmeldetechnik und Elektroakustik in Hamburg und Berlin. Er war dann als Aufnahmeleiter für die Deutsche Grammophon tätig. Später gründete er das Ing.-Büro für Raum- u. Bauakustik, Theaterarchitektur und Bühnentechnik.
Der Durchbruch als Raumakustiker gelang ihm in Wien, wo er die Wiener Staatsoper, das Wiener Konzerthaus und das Burgtheater akustisch optimierte. Zu seinen frühen Werken als Raumakustiker zählt auch der Zuschauerraum des Großen Festspielhauses in Salzburg.
Weitere Säle, die er verbesserte, waren u. a. der Saal des Israel Philharmonic Orchestra in Tel-Aviv, die Heinz Hall in Pittsburgh, das Opernhaus Hannover und die Alte Oper Frankfurt. Der große Saal des Megaron in Athen mit der Orgel von Klais wurde vollständig von Keilholz geplant, jedoch erst posthum gebaut.
Angeblich betrat in den 1980er Jahren kein Maestro von Weltrang einen Saal, der nicht von Keilholz optimiert worden war.